# Pożarzysko
Pożarzysko – wieś w Polsce położona na wzniesieniu należącym do Przedgórza Sudeckiego w województwie dolnośląskim, w powiecie świdnickim, w gminie Żarów.

## Podział administracyjny
W latach 1975–1998 miejscowość administracyjnie należała do województwa wałbrzyskiego.

## Zabytki

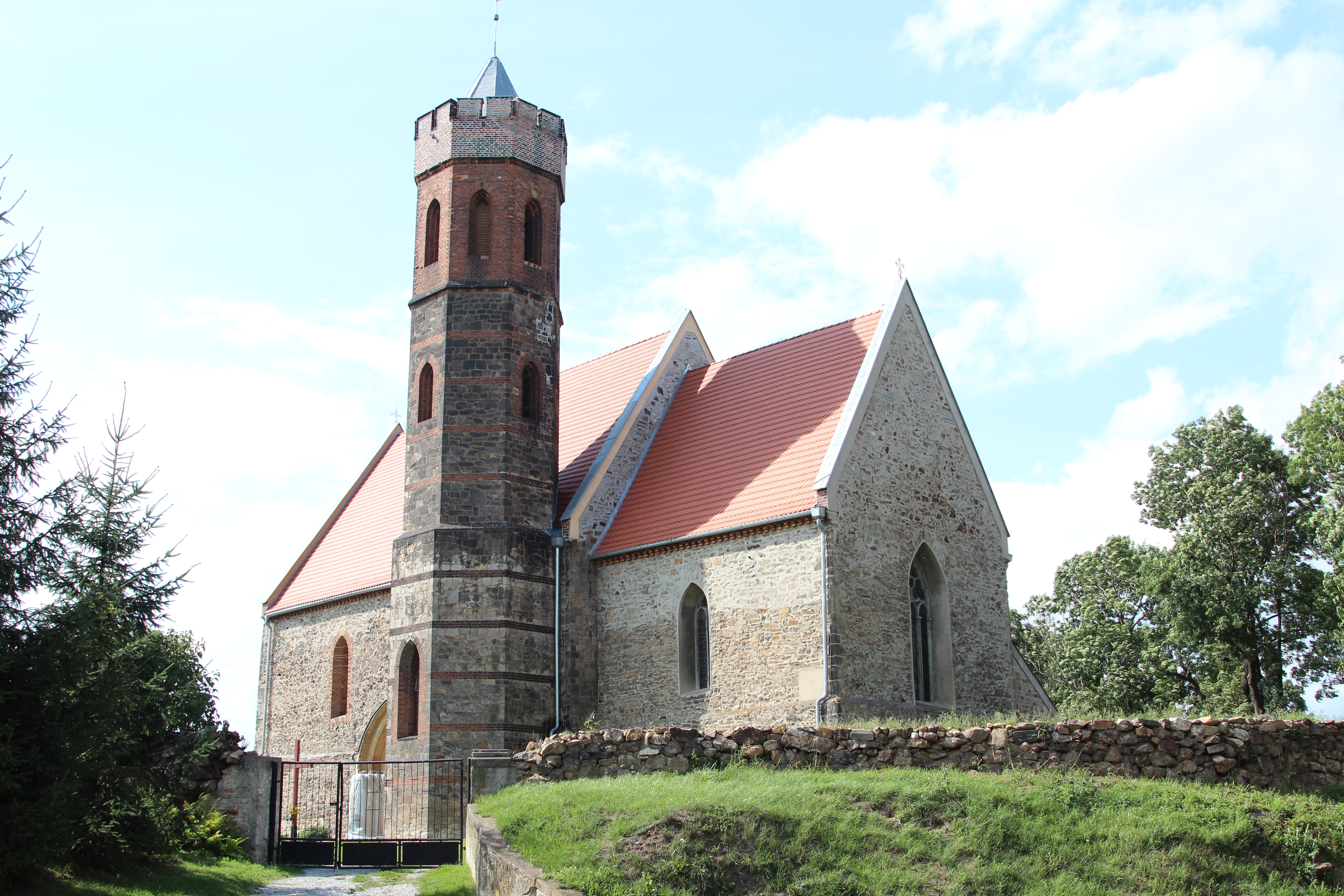
Kościół św. Józefa w Pożarzysku

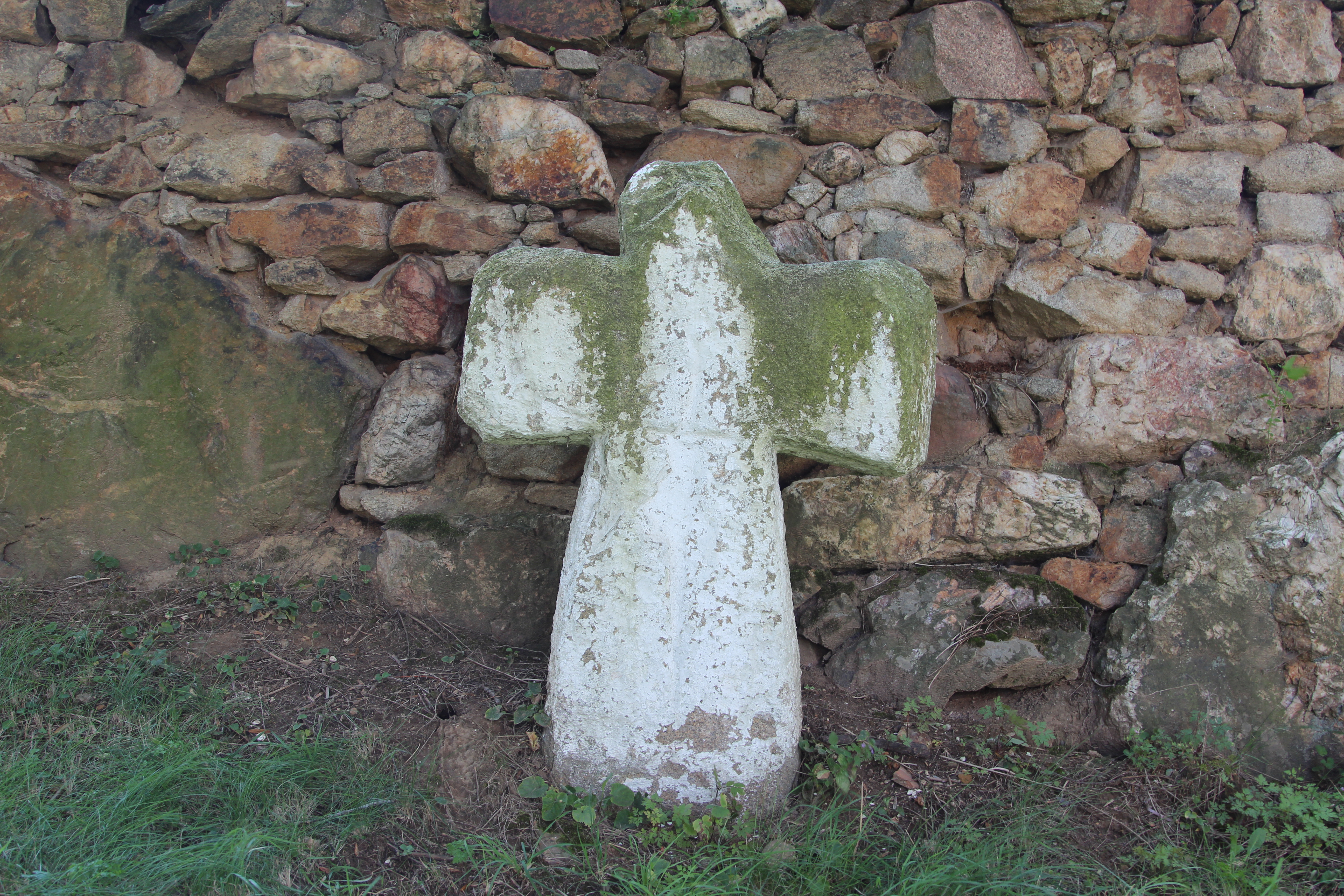
Monolitowy kamienny krzyż

Do wojewódzkiego rejestru zabytków wpisany jest:
- kościół św. Józefa Oblubieńca Najświętszej Marii Panny (filia parafii św. Stanisława w Bukowie), wzniesiony około 1300 r. - XIII wiek w stylu gotyckim, przebudowany w roku 1852[5], z charakterystycznym portalem. Wieża, w znacznym stopniu zniszczona podczas II wojny światowej, została odbudowana w latach 80. XX wieku. Kościół jest zbudowany głównie z granitu łamanego i piaskowca, wieża częściowo z cegły

Inne zabytki:
- zabytkowa studnia z XIV wieku, znajduje się nieopodal kościoła[6]
- monolitowy kamienny krzyż pod murem cmentarza kościelnego o nieustalonym pochodzeniu, wieku i przyczynie fundacji; krzyż opisywany jest często jako tzw. krzyż pokutny, jest to jednak tylko hipoteza nie poparta żadnymi dowodami lecz wyłącznie nieuprawnionym założeniem, że wszystkie stare kamienne monolitowe krzyże, są krzyżami pokutnymi (pojednania)[7]; w rzeczywistości powód fundacji krzyża może być różnoraki, tak jak każdego innego krzyża
- zniszczony mur otaczający częściowo teren kościoła